# 존 디어

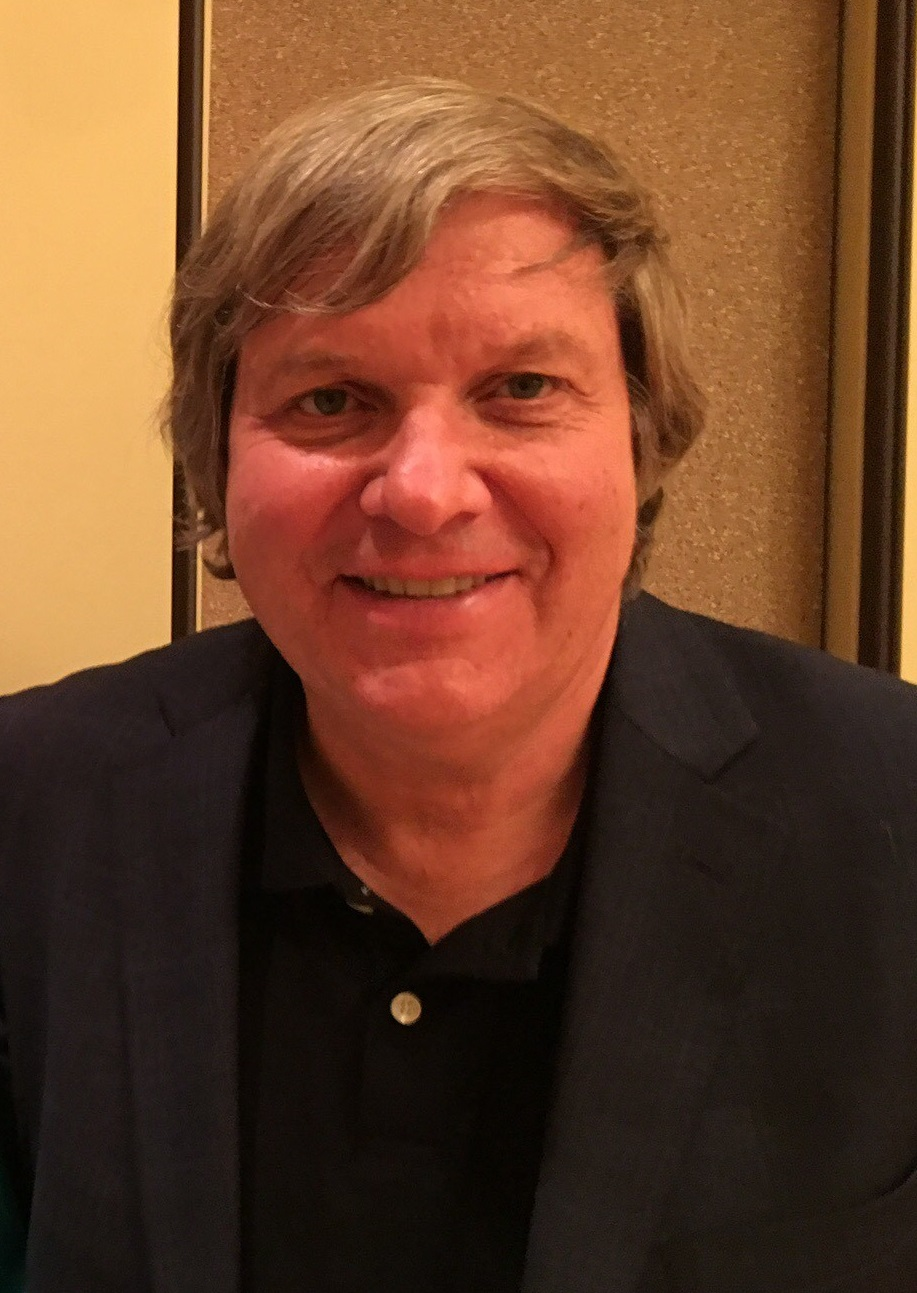

존 디어(1959년~) 신부는 예수회 소속 신부이며 반전반핵 평화운동가이다. 미국 노스 캐롤라이나에서 출생한 그는 듀크대학교 학생 시절에 예수회 사제가 될 결심을 하였으며 미국에서 가장 크고 오래된 평화운동 단체인 화해친교단(Fellowship of Reconciliation)의 사무총장을 역임한 바 있다. 데스몬드 투투 주교는 그를 2008년 노벨평화상 후보로 추천하였다.